# Neocompsa lenticula
Neocompsa lenticula là một loài bọ cánh cứng trong họ Cerambycidae.